# Липучка (фільм, 2011)
«Липучка» (англ. Flypaper) — американська кримінальна комедія 2011 року про одночасне пограбування банку двома різними бандами.

## Короткий сюжет
Перед закриттям банку в ньому з'являється клієнт (Трипп), щоб розміняти 100 доларів. Водночас вриваються дві групи грабіжників, які розпочинають перестрілку між собою. Трипп, що з певними порушеннями нервової системи, привертати до себе увагу і пропонує грабіжникам встановити перемир'я. Через загострені почуття та особливості інтелекту Трипп намагається зрозуміти, хто вбив під час перестрілки агента ФБР.
Дві команди грабіжників намагаються діяти за попереднім планом, але їм постійно щось заважає. Трипп доходить висновку, що агента вбив Вайнштейн, про що він повідомляє злочинцям, але коли вони йдуть до Вайнштейна, то знаходять його і комп'ютерного техніка банку застреленими начебто один одним. Даріен приймає рішення припинити пограбування, але, коли намагається покинути банк за допомогою автогену, гине від вибуху.
Трипп дізнається, що обидві банди грабують банк за планом іншого злочинця — Вайселлуса Драма, і робить висновок, що пограбування — це не пограбування, а план зі знищення людей, які знали щось про Вайселлуса Драма. Трипп та Кетлін хитрістю змушують Вайселлуса Драма виказати себе. Той вбиває Гейтса та охоронця банку, але інші його вбивають. Після цього пара злочинців тікає з місця злочину з грошима, Медж і Рекс залишаються, а Кетлін вирушає у весільну подорож з подарунками у коробках, які їй винесли з банку до автомобіля працівники поліції. Трипп вже чекає її у машині, вирахувавши, що вона теж була грабіжницею і знала про план Вайселлуса Драма з самого початку.

## Ролі виконували
| Актор              | Персонаж                     | Роль                      |
| ------------------ | ---------------------------- | ------------------------- |
| Патрік Демпсі      | Трипп                        | клієнт банку              |
| Ешлі Джад          | Кетлін /Алексіс Блек         | касирка банку             |
| Тім Блейк Нельсон  | Біллі Рей «Арахіс» Макклауд  |                           |
| Прюїтт Тейлор Вінс | Віт «Желе» Дженкінс          |                           |
| Мекай Файфер       | Даріен (DMX)                 | професійний злочинець     |
| Джон Вентимілья    | Вайнштейн                    | професійний злочинець     |
| Метт Раян          | Гейтс                        | професійний злочинець     |
| Джефрі Тембор      | Гордон Блайт /Вайселлус Драм | менеджер банку            |
| Кертіс Армстронг   | Мітчелл Волф                 | комп'ютерний технік банку |
| Роб Г'юбел         | Рекс Ньюбауер                | кредитний експерт         |
| Октавія Спенсер    | Медж Віггінс                 | касирка                   |
| Адріан Мартінес    | містер Клін                  | охоронець банку           |

## Критика
Фільм отримав змішані, але більше негативні відгуки: Rotten Tomatoes дав оцінку 16 % на основі 19 відгуків від критиків і 42 % від більш ніж 2500 глядачів.